# Allium pustulosum
Allium pustulosum là một loài thực vật có hoa trong họ Amaryllidaceae. Loài này được Boiss. & Hausskn. mô tả khoa học đầu tiên năm 1882.